# SSTP
In informatica e telecomunicazioni SSTP, sigla di Secure Socket Tunneling Protocol, è un protocollo di rete che attraverso la cifratura dei dati rende sicure la trasmissione in una rete privata, su una rete pubblica (VPN).
Sviluppato da Microsoft, SSTP si basa su SSL (Secure Sockets Layer) e sulla versione 3.0 del suo successore TLS (Transport Layer Security).
Inoltre, SSTP supporta una vasta gamma di sistemi operativi, tra cui Windows, Linux e MacOS.
Il Protocollo di Tunneling Sicuro del Socket (SSTP) è una forma di tunnel VPN (Virtual Private Network) che fornisce un meccanismo per trasportare il traffico PPP attraverso un canale SSL/TLS. SSL/TLS fornisce sicurezza a livello di trasporto con negoziazione delle chiavi, crittografia e controllo dell'integrità del traffico. L'uso di SSL/TLS sulla porta TCP 443 (per impostazione predefinita; la porta può essere modificata) consente a SSTP di superare virtualmente tutti i firewall e server proxy tranne i proxy web autenticati.
I server SSTP devono essere autenticati durante la fase SSL/TLS. I client SSTP possono opzionalmente essere autenticati durante la fase SSL/TLS e devono essere autenticati nella fase PPP. L'uso di PPP consente il supporto per metodi di autenticazione comuni, come EAP-TLS e MS-CHAP.
SSTP è disponibile per Windows, Linux e MacOS.
SSTP è disponibile su Windows Vista Service Pack 1 e versioni successive, in RouterOS dalla versione 5.0 e in SEIL dalla versione del firmware 3.50. È completamente integrato con l'architettura RRAS in questi sistemi operativi, consentendo il suo utilizzo con autenticazione Winlogon o smart card, politiche di accesso remoto e il client VPN di Windows. Il protocollo è anche utilizzato da Windows Azure per la Rete Virtuale Punto-Punto.
SSTP è destinato solo all'accesso remoto del client, generalmente non supporta tunnel VPN sito-sito.
SSTP soffre delle stesse limitazioni di prestazioni di qualsiasi altro tunnel IP su TCP. In generale, le prestazioni saranno accettabili solo fintanto che vi sia un'eccessiva larghezza di banda sulla connessione di rete non tunnellizzata per garantire che i timer TCP tunnellizzati non scadano. Se questo non è vero, le prestazioni diminuiscono drasticamente. Questo è noto come "problema del meltdown TCP".
SSTP supporta solo l'autenticazione degli utenti; non supporta l'autenticazione del dispositivo o del computer.